# Доминик Гузман
Свети Доминик или Доминик Гузман (8. август 1170 — 6. август 1221) је био шпански свештеник и оснивач доминиканског реда.

## Биографија
Рођен је у Калеруеги у Кастиљи. Име је добио по Светом Доминику од Силоса. Отац му се звао Феликс, а мајка Хуана. Доминик је шест година студирао уметност, а четири теологију у школама у Паленсији. Помагао је сиромашне током велике глади у Шпанији продајући намештај, одећу, па чак и драгоцене рукописе. Године 1194. постао је каноник манастира Осма. Учествовао је у дипломатској мисији 1203. и 1204. године са циљем да Алфонсу VIII Кастиљском обезбеди руку данске принцезе. Преговори су успешно окончани, али је принцеза умрла на путу. У јужној Француској присуствовао је проповедима јеретичких катара. На себе је преузео мисију да оснује ред који би вернике одвраћао од катарских проповедника. Са шест следбеника, Доминик је 1215. године основао ред у Тулузу. Његови следбеници били су образовани монаси који су се против јереси борили апостолским животом. Доминик је 1215. године присуствовао Четвртом латеранском сабору на коме му је папа Иноћентије одобрио рад. Писмено овлашћење добио је од папе Хонорија следеће године. Од 1220. године Доминик и његови следбеници су боравили у манастиру Санта Сабина. Доминик је био пријатељ са Уголином Контијем који је касније постао папа познат под називом Гргур IX. Умро је 1221. године. Канонизован је већ 1234. године. Католичка црква прославља га 8. августа.